# Do Right By Me
| Críticas profissionais                                                      | Críticas profissionais |
| Avaliações da crítica                                                       | Avaliações da crítica  |
| Fonte                                                                       | Avaliação              |
| --------------------------------------------------------------------------- | ---------------------- |
| AllMusic                                                                    | 3 de 5 estrelas.       |
| Esta tabela precisa de ser acompanhada por texto em prosa. Consulte o guia. |                        |

Do Right By Me é o álbum de estréia da cantora canadense de música country Michelle Wright. 
O disco foi lançado em 1988 pela Savannah Records. Três canções do disco, "Do Right By Me", "Wish I Were Only Lonely" e "New Fool At An Old Game", foram mais tarde regravados por Reba McEntire em seu disco de 1988, Reba. 
O álbum foi relançado em 24 de agosto de 2010 contendo as canções originais mais um dueto de 1987 de Wright com Terry Carisse, "None of the Feeling Is Gone".

## Faixas
Todas as faixas escritas e compostas por Steve Bogard e Rick Giles, exceto onde indicado. 
| N.º | Título                                                                     | Duração |  |
| 1.  | "The Rhythm of Romance"                                                    | 3:57    |  |
| 2.  | "Do Right By Me"                                                           | 4:05    |  |
| 3.  | "I Want to Count on You"                                                   | 3:30    |  |
| 4.  | "I Wish I Were Only Lonely"                                                | 4:04    |  |
| 5.  | "A Good Man Is Hard To Find" (J.K. Gulley)                                 | 2:36    |  |
| 6.  | "Rock Me Gently" (Andy Kim)                                                | 3:31    |  |
| 7.  | "New Fool at an Old Game"                                                  | 3:32    |  |
| 8.  | "With a Love Like Yours"                                                   | 3:34    |  |
| 9.  | "I Don't Want to Wonder"                                                   | 4:06    |  |
| 10. | "Reaching for the Stars" (Michelle Wright)                                 | 4:00    |  |
| 11. | "None of the Feeling Is Gone" (dueto com Terry Carisse; relançado em 2010) |         |  |